# ليونارد تشيشاير للإعاقة

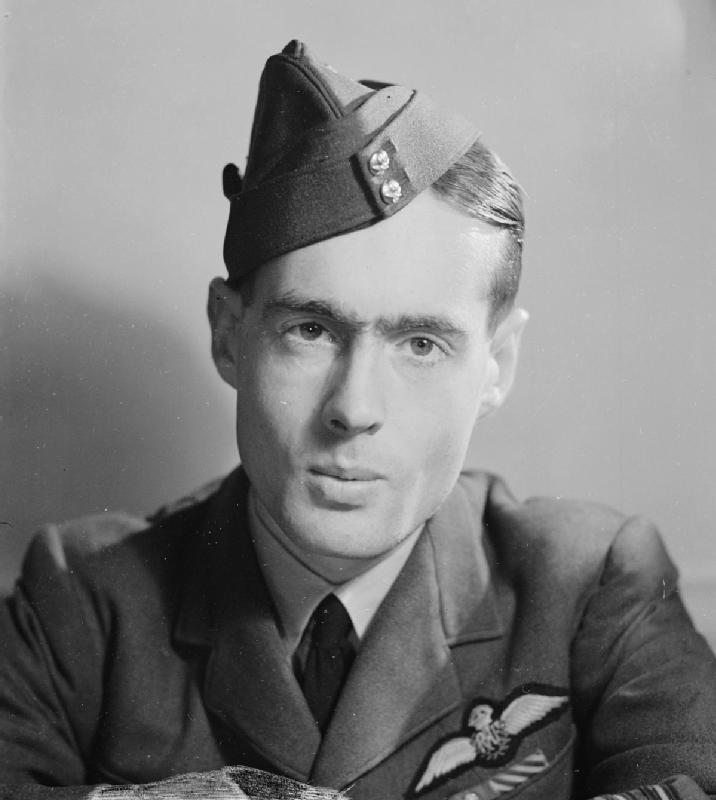
قائد المجموعة جيفري ليونارد تشيشاير، بارون تشيشاير، ص.م، وسام الخدمة المتميزة، ووسام تو بارس، وسام رأس المال الاستثماري، مؤسس الجمعية الخيرية

ليونارد تشيشاير مؤسسة خيرية رائدة في مجال الصحة والرعاية الاجتماعية، تعمل في المملكة المتحدة، وتدير مشاريع تنموية حول العالم. تأسست عام ١٩٤٨ على يد ضابط القوات الجوية الملكية، الكابتن ليونارد تشيشاير، الحاصل على وسام الصليب المقدس.
تهدف منظمة ليونارد تشيشاير إلى دعم الأشخاص ذوي الإعاقة ليعيشوا ويتعلموا ويعملوا باستقلالية وفقاً لاختيارهم، مهما كانت قدراتهم.
تُقدِّم الجمعية الخيرية دعماً متخصصاً للأشخاص ذوي الإعاقة، بما في ذلك أولئك الذين لديهم احتياجات رعاية معقدة للغاية. وهي تُدير خدمات الإقامة والرعاية التمريضية والمعيشة الداعمة، كما تُقدِّم برامج توظيف للشباب من ذوي الإعاقة. وتُدير أيضاً حملات سياسية بشأن القضايا التي تؤثر على الأشخاص ذوي الإعاقة.
في عام 2013–2014، بلغت إيراداتها أكثر من 162 مليون جنيه إسترليني، مما وضعها ضمن أكبر أربعين جمعية خيرية في المملكة المتحدة. وقد جاء نحو 90% من هذه الإيرادات من المنح الحكومية، ونحو 18 مليون جنيه إسترليني من التبرعات.

## تاريخ
كانت تُعرف الجمعية الخيرية في الأصل باسم "مؤسسة تشيشاير لمنازل المرضى"، وفي عام 1976 أصبحت "مؤسسة ليونارد تشيشاير". وفي عام 2007 أعادت تسمية علامتها التجارية إلى "ليونارد تشيشاير للإعاقة"، وفي عام 2018 تم تبسيط علامتها التجارية وشعارها ليصبح "ليونارد تشيشاير".
بدأ القائد الجوي ليونارد تشيشاير الجمعية الخيرية في عام 1948 عندما استقبل رجلاً يحتضر ولا مكان له يذهب إليه في منزله الريفي المسمى "لي كورت"، قرب ليس في هامبشير. وبحلول صيف عام 1949، كان في "لي كورت" 24 مقيماً لديهم احتياجات معقدة وأمراض وإعاقات، يعيشون وفقاً لفلسفة "المساعدة الذاتية" التي شجع عليها تشيشاير. ومع انتشار الوعي بعمل ليونارد، بدأ في تلقي إحالات من هيئة الخدمات الصحية الوطنية، وساندت المجتمعات المحلية قضيته، فأنشأوا منازل للأشخاص ذوي الإعاقة في مناطقهم المحلية.
وبحلول عام 1955 كان هناك ستة منازل تشيشاير في بريطانيا. وتم تأسيس أول منزل تشيشاير خارج البلاد في مومباي، الهند في نفس العام.
خلال ستينيات القرن العشرين، توسع هذا النموذج بسرعة في جميع أنحاء المملكة المتحدة. وقد استلهم الناس من مثال القائد الجوي تشيشاير؛ وُصف عمله بأنه "واحد من أعظم أعمال الإنسانية في زماننا" من قِبل دوق إدنبرة. وقد تم إنشاء كل من هذه "منازل تشيشاير"، كما أصبحت تُعرف، بطريقة مماثلة: إذ كانت المجتمعات المحلية تتقدم، وتجمع مجموعة من المتطوعين، وتجد مكان إقامة مناسب، وتُشكّل لجاناً إدارية، وتبدأ في جمع الأموال للتطوير. وقد منح هذا كل منزل تشيشاير بنية محلية مرتبطة ارتباطاً وثيقاً بالمجتمع الذي يخدمه، مع ارتباطه بمنظمة دولية. وكان المؤسس وأمانته العامة الصغيرة في لندن يساعدون اللجان في جهودهم، بما في ذلك تنظيم افتتاحات يحظى بتغطية إعلامية، والتي كانت أكثر جذباً للجمهور بفضل حضور القائد الجوي تشيشاير.
في ستينيات القرن العشرين، كانت المواقف تجاه الأشخاص ذوي الإعاقة تتسم بالتمييز الصريح. إذ كان يتم إرسال الآلاف من ذوي الإعاقة، وغالباً من الشباب، إلى أجنحة المستشفيات المخصصة للمسنين، وكانت فرص العمل شبه معدومة. وكان هدف الجمعية الخيرية هو التصدي لهذه الحواجز التي تمنع الأشخاص ذوي الإعاقة من المشاركة الكاملة في المجتمع. وقد استفاد سكان "لي كورت" من درجة أعلى من "المساعدة الذاتية"، لكن المنزل كان لا يزال يُدار محلياً وفقاً لنهج طبي بقيادة الحارس والمشرفة. وبلغت الأمور ذروتها في عام 1962 عندما احتجت مجموعة من السكان ضد القواعد التي فرضتها المشرفة والتي كانت تُقيّد أنشطتهم. وقاد الاحتجاج ناشطان (ومن سكان "لي كورت") هما بول هانت وبيتر ويد، بدعم من المؤسس وبعض الموظفين والأوصياء المتعاطفين، وقد انتصر السكان في نهاية المطاف. وقد أدى هذا إلى تغييرات في فلسفة لجنة الإدارة في "لي كورت" وغيرها من منازل تشيشاير، وفي نهاية المطاف إلى تشكيل "اتحاد ذوي الإعاقة الجسدية ضد العزل"، إذ بدأ هانت وويد وآخرون في استكشاف الحياة خارج الرعاية السكنية والمطالبة بها.
وبحلول عام 1969، كان هناك 50 خدمة من خدمات ليونارد تشيشاير في المملكة المتحدة، و15 في الهند، ومنازل في 20 دولة أخرى منها البرتغال، المغرب، تشيلي، إسرائيل، نيجيريا وسيراليون. وقد شهدت الستينيات ظهور العديد من الأفكار الجديدة حول الإعاقة وأسفرت عن تحسين تدريب العاملين في الرعاية السكنية، وتقديم المشورة الشخصية داخل المنازل، ومشاركة السكان في الإدارة. وتم تأسيس أول مركز نهاري قرب نوتينغهام، وتم بناء منازل صغيرة للمقيمين المتزوجين في غرب ساسيكس، وشقق معيشة مدعومة في تولس هيل بالتعاون مع مجلس لندن الكبرى.
استمر التغيير في سبعينيات القرن العشرين تحت إدارة المدير الدولي الأول للمؤسسة، رونالد ترافرس. وقد أسس "مؤسسة ليونارد تشيشاير الدولية" في عام 1978، ودعم فكرة منازل تشيشاير في أمريكا، الصين وروسيا. كما قاد تحديث المواقف في منازل المملكة المتحدة، والانتقال من الإدارة الوافدة إلى الإدارة المجتمعية المحلية في المنازل الدولية، والتي أصبحت جمعيات خيرية مستقلة بحد ذاتها، مرتبطة بتحالف عالمي.
وبحلول عام 1992، كان هناك 270 منزلاً في 49 دولة، وتم الانتقال من لجان الإدارة المحلية إلى هيكل مركزي تحت إشراف مدير العمليات، مدفوعاً بالتغييرات في خدمات الرعاية الاجتماعية، والتشريعات، وتوقعات مستخدمي الخدمات. وفي عام 1999، تم تعيين أول مسؤول للسياسات في المؤسسة، وهو الناشط في مجال الإعاقة جون نايت، وبدأت الجمعية في التحول إلى منظمة تدير حملات، وهو تحول مهم في الاتجاه. وكانت ليونارد تشيشاير أيضاً من أولى الجمعيات الخيرية في المملكة المتحدة التي أنشأت فريق دعم مهني للمتطوعين. وفي عام 1997، أصبحت الناشطة في مجال الإعاقة كلير إيفانز أول رئيسة لدعم مستخدمي الخدمات في الجمعية، وأطلقت "جمعية مستخدمي الخدمات" في عام 1998.
في عام 2010، أطلقت ليونارد تشيشاير موقع "الأصوات الشابة" وبرنامجاً يدعم الأطفال ذوي الإعاقة في جميع أنحاء العالم للمطالبة بحقوقهم الإنسانية والوصول إلى الخدمات. وقد أنشأ الأطفال من البرنامج مدونة على تامبلر توثق أعمالهم. وقد ترشح بعض أعضاء برنامج "الأصوات الشابة" في انتخابات بلدانهم، وتلقوا "جوائز القادة الشباب" من جلالة الملكة إليزابيث الثانية في عام 2015.
من عام 2009 إلى عام 2011، نظّمت الجمعية "جوائز الإعلام الدولية للقدرات"، لتكريم الأشخاص ذوي الإعاقة في وسائل الإعلام.
أطلقت ليونارد تشيشاير حملة "اجعلوا الرعاية عادلة" في عام 2013، مطالبة المجالس بوقف زيارات الرعاية التي تستغرق 15 دقيقة، تماشياً مع ما أوصى به "قانون الرعاية لعام 2014" و"إرشادات المعهد الوطني للتميّز في الرعاية الصحية". وفي عام 2016، أفادت الجمعية أن 52 من أصل 152 مجلساً في إنكلترا أوقفت زيارات الرعاية التي تستغرق 15 دقيقة، لكن 33,305 أشخاص في إنكلترا ما زالوا يتلقونها. وفي عام 2017، كشفت أبحاث ليونارد تشيشاير أن 50,677 شخصاً في إنكلترا واسكتلندا وويلز ما زالوا يتلقون زيارات رعاية مدتها 15 دقيقة.
في عام 2016، تم الإعلان عن طرح 18 منزلاً للرعاية مملوكاً من قبل ليونارد تشيشاير للبيع، بما في ذلك منازل في ليدز، شيفيلد، كالديرديل، يورك، ولفرهامبتون، داربيشاير، أكسفورد ولينكولنشاير. وفي بيان للجمعية، قالت: "أقلية صغيرة من ممتلكاتنا ليست في المواقع المناسبة ذات الوصول السهل إلى خدمات المجتمع المحلي وفرص التوسع. مقدمو خدمات آخرون في موقع أفضل لإجراء استثمارات طويلة الأجل." تم شراء جميع هذه الخدمات من قبل شركة فالوروم للرعاية، ومقرها في ليدز، في عام 2019.
في السنة المالية 2017/2018، ارتفعت إيرادات ليونارد تشيشاير بأكثر من 14 مليون جنيه إسترليني، من 10.9 مليون في العام السابق إلى 25.1 مليون. وقالت سالي ديفيس، رئيسة الجمعية الخيرية، إن الجمعية "واصلت مواجهة بيئة مالية صعبة" لكن إيراداتها نمت "بفضل تبرع كبير"، يُعتقد أنه كان ميراثاً.
استجابةً لجائحة كوفيد-19 في عام 2020، شاركت الجمعية، كجزء من "ائتلاف مزايا الإعاقة"، في توجيه رسالة مفتوحة إلى تيريز كوفي، وزيرة العمل والمعاشات، للمطالبة بإجراء تغييرات عاجلة في نظام المزايا لحماية الأشخاص ذوي الإعاقة والمرضى بشكل خطير من الأضرار الجسدية والمالية خلال حالة الطوارئ الناتجة عن كوفيد-19.
في آب 2020، وأثناء تنفيذ الجمعية لبرنامج تقليص عدد الموظفين، أفادت صحيفة "آي" أن ليونارد تشيشاير ومؤسسة "سكوب" كانتا تخططان للاندماج. وقد نفى متحدث باسم الجمعية حينها وجود أي مناقشات بشأن اندماج.
في آذار 2022، وبسبب الضغوط المالية، بدأت الجمعية عملية تقليص عدد الوظائف في الأدوار غير المرتبطة مباشرة بخدمات الرعاية والمعيشة المدعومة. وقد تم الاستغناء عن 300 وظيفة، ومع ذلك أفادت الجمعية أنها لا تزال تواجه صعوبة في توظيف العاملين في الخطوط الأمامية. وفي نيسان 2022، أبلغت الجمعية عن حادثة خطيرة إلى "هيئة الجمعيات الخيرية في إنكلترا وويلز"، بسبب التحديات المالية الشديدة التي تواجهها المنظمة.
وشملت الإجراءات الإضافية لتحسين الوضع المالي للجمعية المزيد من تقليص الوظائف، وإغلاق منازل الرعاية، وبيع الخدمات إلى مقدمي خدمات آخرين. وفي عام 2024، أعلنت الجمعية عن أول فائض مالي لها منذ ست سنوات. وانخفضت نفقاتها بأكثر من 10 ملايين جنيه إسترليني لتصل إلى 150 مليوناً في السنة المالية المنتهية في آذار 2024، في حين انخفضت إيراداتها إلى 152 مليوناً. وتم التخطيط لمزيد من التخفيضات وعمليات البيع في عام 2024/2025، في إطار سعي الجمعية لبناء احتياطي مالي وتمويل للاستثمار.

## العمل الدولي (1953-2023)
بالإضافة إلى دعم تحالف ليونارد تشيشاير العالمي، قامت الجمعية بتنفيذ برامج في دول خارج المملكة المتحدة منذ تأسيسها.
في 4 تموز 1969، تبنت أول مؤتمر دولي لتشيشاير رسميًا "إعلان سنغافورة"، الذي كان أول محاولة لتعريف طبيعة منظمات تشيشاير حول العالم. وكان أول مشروع دولي برنامج الاعتماد على الذات، والذي شمل تكاليف متعددة مثل منح للمركبات، وتكاليف البناء، وتطوير منظمات جديدة.
منذ عام 1988، قامت الأمانة الدولية بتشغيل برنامج التدريب والتطوير الدولي الذي دعم منظمات تشيشاير من خلال مبادرات تدريبية للعاملين في الرعاية والمديرين.
ومع بدء تغير الفكر المتعلق بالإعاقة، أدى اعتماد اتفاقية الأمم المتحدة لحقوق الأشخاص ذوي الإعاقة في منظمة الأمم المتحدة عام 2006 إلى توافر أنواع مختلفة من التمويل ونُهج جديدة. استجابةً لذلك، انتقل قسم الشؤون الدولية من كونه أمانة لشبكة من المنظمات إلى مزود برامج للأشخاص ذوي الإعاقة على مستوى العالم.
في عام 2018، تم إطلاق قاعدة بيانات للإحصاءات المتعلقة بالإعاقة تحت اسم "بوابة بيانات الإعاقة"، ليستخدمها الأشخاص ذوو الإعاقة في مراقبة أوضاعهم والمطالبة بالتغيير في بلدانهم.
كجزء من دعوة لتعيين أمناء جدد في أواخر عام 2022، أعلنت جمعية ليونارد تشيشاير عن خطط لتقليص كبير وإعادة النظر في هيكل وخدمات الرعاية الاجتماعية التي تقدمها. لم يُذكر العمل الدولي ضمن خطط المنظمة "الصغيرة" الجديدة. وفي عام 2023، تم التأكيد في تقريرهم السنوي أنهم أوقفوا جميع أنشطتهم الدولية وتم إغلاق القسم المختص بذلك.

## المنظمات ذات الصلة
تم تأسيس بعثة رايدر–تشيشاير من قبل ليونارد تشيشاير وزوجته سو رايدر في وقت زواجهما عام 1959، وأصبحت لاحقًا مؤسسة رايدر–تشيشاير التي استمرت في عملها حتى عام 2010.
من بين الجمعيات الخيرية المرتبطة الأخرى جمعية "تارغِت تيوبركيولوسيس"، التي عملت في الهند وبعض دول أفريقيا (2003–2016).
وقد تم دعم تأهيل الأشخاص ذوي الإعاقة من خلال متطوعي رايدر–تشيشاير، التي تأسست في عام 1986، وهي الآن تُعرف باسم جمعية "إنرايتش".
مركز ليونارد تشيشاير للإعاقة والتنمية الشاملة هو مشروع مشترك بين جمعية ليونارد تشيشاير وجامعة يونيفرسيتي كوليدج لندن (وقد أُسس في الأصل عام 1997 باسم مركز ليونارد تشيشاير لاستعادة ما بعد النزاعات). يكرس المركز جهوده لإنتاج أبحاث تطبيقية حول الإعاقة والتنمية، مع التركيز بشكل خاص على الفقر والتنمية الاقتصادية من حيث سبل العيش والتعليم الشامل والصحة العامة. كما يعمل موظفو المركز عن كثب على قضايا السياسات على المستوى العالمي، ويقدمون المشورة لعدد من وكالات الأمم المتحدة (بما في ذلك إدارة الشؤون الاقتصادية والاجتماعية، ومنظمة الأمم المتحدة للطفولة، ومنظمة العمل الدولية، والبنك الدولي) ولجهات مانحة ثنائية (بما في ذلك وزارة التنمية الدولية، ووزارة الشؤون الخارجية والتجارة الأسترالية). يقع المركز ضمن قسم علم الأوبئة والصحة العامة في جامعة يونيفرسيتي كوليدج لندن.
أسس تشيشاير حج "رافاييل" لدعم المرضى والأشخاص ذوي الإعاقة في السفر إلى لورد.
جمعية "سو رايدر كير"، التي تأسست عام 1953 من قبل سو رايدر، قبل أن تلتقي بـ ليونارد تشيشاير، كانت من بين أكبر خمسين جمعية خيرية في المملكة المتحدة عام 2008.

## قضية قانونية حول اسم النطاق الإلكتروني
في عام 2001، استقال بول دارك من منصب مسؤول المناصرة الوطنية ومن لجنة الشؤون العامة، وقام بشراء اسم النطاق www.leonard-cheshire.com لتسليط الضوء على دور الجمعية في إضفاء الطابع المؤسسي على حياة ذوي الإعاقة وإهمالهم خلال الرعاية.
وصرّح بأن "السبب الرئيسي لتوقفك عن كونك مستفيدًا من خدمات ليونارد تشيشاير هو الوفاة"، وأن تبرعات الجمعية تُستخدم لـ "تأمين صحي خاص للمديرين التنفيذيين وتجميعات إدارية بتكلفة 10,000 جنيه إسترليني لعطلة نهاية الأسبوع". بعد نقاش حاد على إذاعة بي بي سي راديو 4، وبلوغ عدد زيارات الموقع 50,000 زيارة، قدمت جمعية ليونارد تشيشاير شكوى إلى المنظمة العالمية للملكية الفكرية.
وقد حكمت المنظمة بأن دارك لا يملك الحق أو المصلحة المشروعة في اسم النطاق، وأنه قد تم تسجيله واستخدامه بنية سيئة.
أُعيدت تسمية الجمعية إلى "ليونارد تشيشاير للإعاقة" عام 2007، ولا يُستخدم اسم النطاق حتى أيلول 2020. وقد تم الاستشهاد بالقضية في كتاب جامعي قانوني.

## شخصيات بارزة
- قائد المجموعة اللورد ليونارد تشيشاير ، قائد مجموعة سلاح الجو الملكي البريطاني في الحرب العالمية الثانية، إنساني ومؤسس ليونارد تشيشاير
- اللورد القاضي ألفريد دينينج ، محامٍ وقاضي، أول رئيس لشركة ليونارد تشيشاير 1952–1961 [1]
- جيفري شيفالييه تشيشاير ، محامٍ وأكاديمي قانوني ووالد قائد المجموعة تشيشاير، الرئيس الثاني 1961-1964 [2]
- إدموند ديفيز ، القاضي واللورد القانوني، الرئيس الثالث 1964-1974 [3]
- أصبح رونالد ترافرز، منتج بي بي سي ومتطوع في لي كورت (1956)، مساعدًا شخصيًا للكابتن تشيشاير في عام 1969، حيث أسس خدمة الاستشارة، وهي شكل مبكر من أشكال ضمان الجودة والحماية (قبل أن تبدأ هيئة مراقبة الجودة في تفتيش خدمات الرعاية الاجتماعية في عام 2003) وأول مدير دولي في عام 1979 حتى تقاعده في عام 1998 [4]
- المارشال الجوي السير كريستوفر فوكسلي نوريس ، طيار مقاتل في الحرب العالمية الثانية وقائد كبير في سلاح الجو الملكي البريطاني، الرئيس الرابع 1974-1982 [5]
- آرثر بينيت، طيار في سلاح الجو الملكي البريطاني، أصيب بالإعاقة بعد حادث طيران أدى إلى إصابته بحروق شديدة، وكان أول رئيس تنفيذي للشركة من عام 1979 حتى تقاعده في عام 1991 [6]
- الجنرال السير جيفري هاوليت ، القائد الأعلى السابق لقوات التحالف في شمال أوروبا، الرئيس السادس 1990-1995 [7]
- الدبلوماسي السير ديفيد جودال ، الرئيس السابع 1995-2000 [8]
- المصرفي تشارلز مورلاند، الرئيس الثامن 2000-2005 وأول رئيس معاق للجمعية الخيرية [9]
- الدبلوماسي السير نايجل برومفيلد ، الرئيس التاسع 2005-2009 [10]
- الخبير التكنولوجي إلياس خان ، الرئيس العاشر 2009–2015 [11]
- برايان داتون ، المدير العام 1998-2008
- جون نايت، ناشط في مجال حقوق ذوي الإعاقة ومحلل للسياسات العامة، وكان أول رئيس للسياسات في ليونارد تشيشاير في عام 1999 [12]
- كلير إيفانز، ناشطة في مجال حقوق ذوي الإعاقة وأول رئيسة وطنية لدعم مستخدمي الخدمة في ليونارد تشيشاير 1997–2010 [13]
- نيل هيسلوب، مؤسس Blind in Business ، الرئيس التنفيذي الثاني المعوق لشركة ليونارد تشيشاير من عام 2017 إلى عام 2020 [14]
- ديفيد جرايسون، الحائز على وسام الإمبراطورية البريطانية، الرئيس الثاني عشر (والرئيس الثاني من ذوي الإعاقة)، تم تعيينه في الفترة من 2021 إلى 2023؛ [15] الرئيس السابق للمجلس الوطني للإعاقة [16]

## قراءة إضافية
- موريس، ريتشارد. تشيشاير: سيرة ليونارد تشيشاير، ف.ك.، أو.م. لندن: فايكنج برس، ٢٠٠٠. رقم ISBN 0-670-86735-7 .
- مانتل، جوناثان. قصة ليونارد تشيشاير للإعاقة. لندن: جيمس وجيمس، ٢٠٠٨. رقم ISBN 1-903942-95-0
- تشيشاير، ليونارد. العالم الخفي. لندن: ويليام كولينز وأولاده وشركاه المحدودة، ١٩٨١. رقم ISBN 0-00-626479-4 .
- راسل، ويلفريد. حياة جديدة للقديم: قصة منازل تشيشاير. لندن: فيكتور غولانكز. ١٩٦٣، ١٩٦٩، ١٩٨٠. رقم ISBN 0-575-02807-6

## روابط خارجية
- الموقع الرسمي